# Gamskogel
De Gamskogel is een 2815 meter hoge bergtop in de Stubaier Alpen in het Oostenrijkse Tirol. De berg maakt deel uit van de Sulztalkam en ligt ten oosten van Längenfeld.
De top is te bereiken vanaf het plateau van de buurtschap Burgstein (1452 meter) via het Plattegg (2110 meter) of vanuit Gries im Sulztal via de bergweiden Nisslalm en de Gasse. Beide beklimmingen bereiken na vele bochten via de noordoostzijde de top van de berg, waar een gipfelkreuz geplaatst is.